# Park Hills (Missouri)
Park Hills est une ville du comté de Saint-François, dans le Missouri, aux États-Unis,. Située au centre du comté, elle est fondée en 1994 par la fusion des villes de Flat River, Elvins, Esther et du village de Rivermines.

## Démographie
Lors du recensement de 2010, la ville comptait une population de 8 759 habitants. Elle est estimée, en 2016, à 8 655 habitants.

### Source de la traduction
- (en) Cet article est partiellement ou en totalité issu de l’article de Wikipédia en anglais intitulé « Park Hills, Missouri » (voir la liste des auteurs).